# Salle Gaveau
La Salle Gaveau è una sala da concerto per musica classica di Parigi, situata al 45-47 di rue La Boétie, nell'8º arrondissement di Parigi. Prende il nome dalla fabbrica di pianoforti Gaveau. È particolarmente indicata per la musica da camera.

## Costruzione
Il progetto della sala fu realizzato da Jacques Hermant nel 1905, anno in cui fu acquistato il terreno dalla famiglia Gaveau per crearvi la sede della fabbrica. La costruzione dell'edificio ebbe luogo dal 1906 al 1907. L'idea di creare una sala da concerto fu di uno dei figli del fondatore della fabbrica di pianoforti Gaveau, Etienne Gaveau, che pensò alla possibilità di promuovere in tal modo gli strumenti da lui costruiti; a tale scopo l'architetto Hermant curò particolarmente l'acustica dell'ambiente. La vocazione di questa sala fu sin dall'inizio la musica da camera e la sua capienza era di mille posti, proprio come lo è oggi. La sala ospitava un grande organo costruito nel 1900 dalla ditta Mutin-Cavaillé-Coll. Questo strumento con 39 registri (8 sul positivo, 12 sul recitativo, 12 sull'organo e 7 sul pedale) fu successivamente installato, nel 1957, nel comune di Saint-Saëns in Normandia. La sala è un luogo rinomato per la sua acustica eccezionale.

## Inizi
La sala aprì i battenti il 3 ottobre 1907 per il concerto del Lehrergesangverein (Coro degli insegnanti della città di Brema con centoquaranta artisti) e divenne subito una prestigiosa sala nella quale Camille Saint-Saëns e altri famosi musicisti vi tennero concerti sin dai primi mesi dopo l'apertura. I concerti Lamoureux, diretti da Camille Chevillard, Vincent d'Indy e André Messager, si trasferirono alla Salle Gaveau. Il 5, 8 e 12 novembre 1907 Alfred Cortot, Jacques Thibaud e Pablo Casals eseguirono i trii completi di Beethoven. Negli anni successivi, la Salle Gaveau ospitò Eugène Ysaÿe (21 gennaio 1908), Lazare-Lévy (27 gennaio 1909), Marguerite Long (11 dicembre 1911), Georges Enesco (8 febbraio 1912), Fritz Kreisler (21 e 28 aprile 1912), Wilhelm Backhaus (15 maggio 1912) e Claude Debussy (5 maggio 1917).

## Guerre mondiali
Durante la prima guerra mondiale, la Salle Gaveau venne utilizzata per dare spettacoli per i soldati, tuttavia continuò la sua attività originale. Durante il periodo tra le due guerre, la sala ospitò Charles Munch (28 ottobre 1933), Wanda Landowska (7 novembre 1933), Rudolf Serkin (2 dicembre 1933) e Yves Nat nel 1934. I concerti Lamoureux continuarono a svolgersi lì.
Lo stesso scenario si verificò durante la seconda guerra mondiale, quando la Gaveau venne nuovamente utilizzata come luogo di gala, ospitando musicisti famosi come Jacques Février, Pierre Fournier, Samson François, Paul Tortelier e Raymond Trouard. La stagione dei concerti continuò dopo la guerra. Nel 1955, ad esempio, la sala accolse Reine Flachot, Pierre Bernac, Francis Poulenc e Alexandre Lagoya.

## Acquisto dalla coppia Fournier
Nel 1963, la Salle Gaveau fallì. Ciò portò alla vendita del palazzo Gaveau a una compagnia di assicurazioni, che lo destinò alla demolizione per la costruzione di un parcheggio. Chantal e Jean-Marie Fournier, una coppia di musicisti appassionati, acquistarono la sala nel 1976.

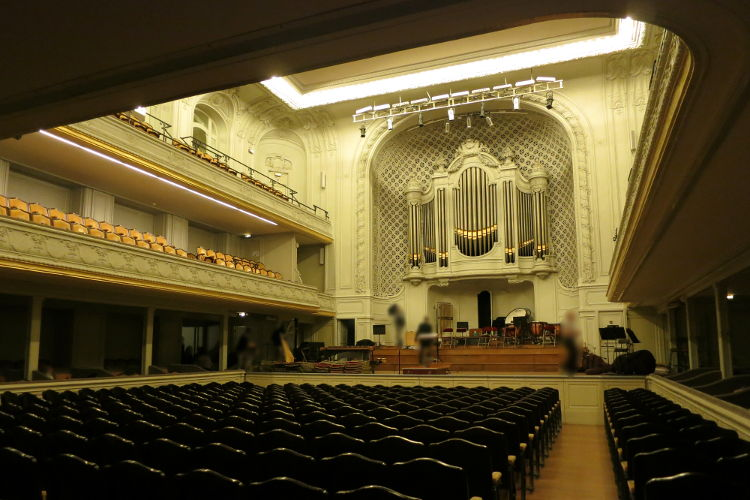
Vista dell'interno della Salle Gaveau nel 2013

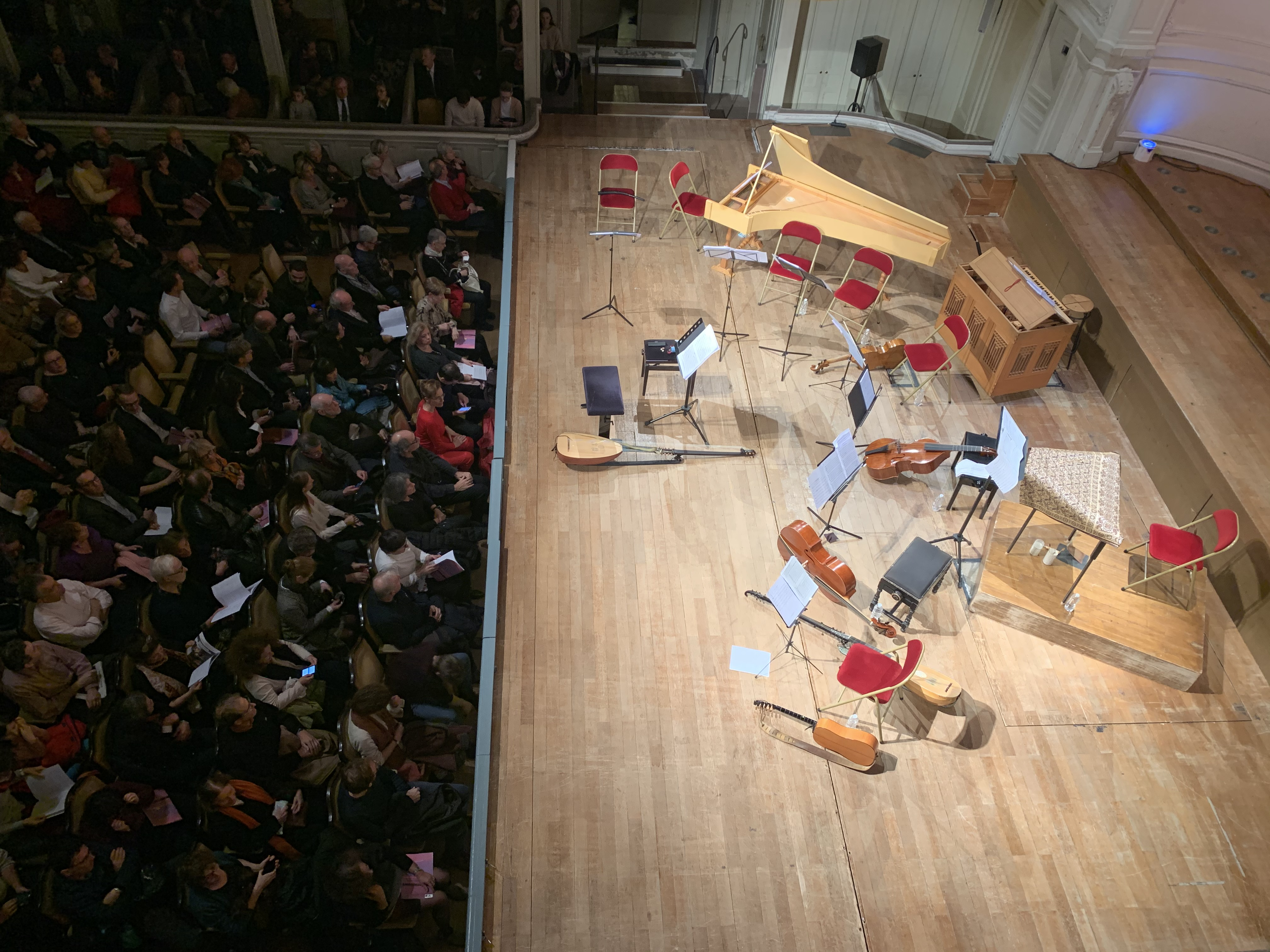
Palco della Salle Gaveau visto dall'alto durante un concerto del 2019

Nel 1982, la sala venne inserita nell'inventario e poi classificata come monumento storico nel 1992. Chantal e Jean-Marie Fournier cercarono di farla restaurare, visto il degrado che aveva colpito la struttura. Ottennero sussidi e il lavoro fu eseguito da Alain-Charles Perrot, il capo architetto dei Monuments Historiques. La sala è stata riaperta l'8 gennaio 2001. È stata restaurata in modo più sobrio rispetto a prima, cercando cioè di recuperare i colori e gli ornamenti del 1907.

## Opere presentate in prima esecuzione alla Salle Gaveau

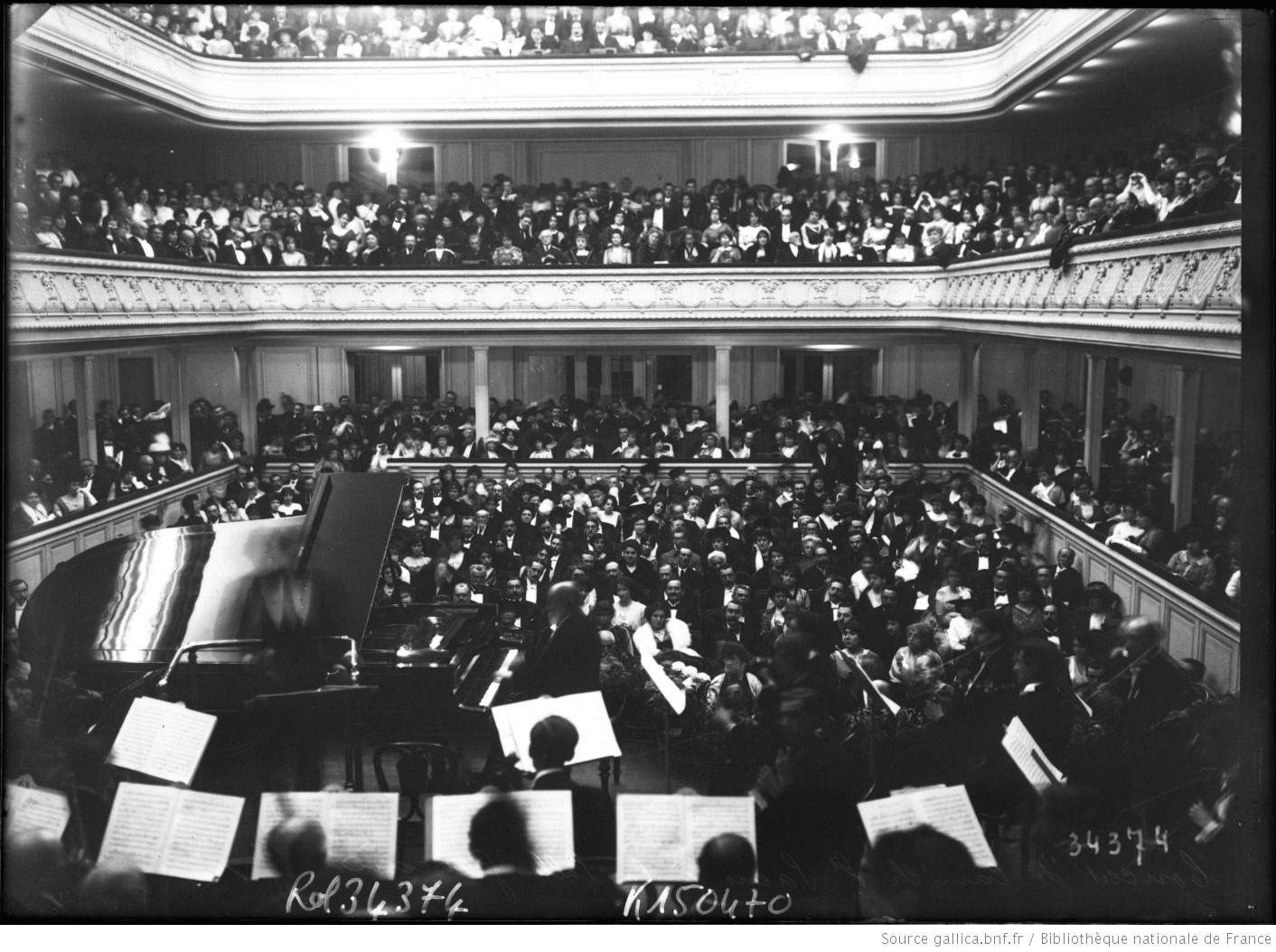
Camille Saint-Saëns alla Salle Gaveau nel 1913 con Pierre Monteux

- Ravel: Valses Nobles et Sentimentales per pianoforte, nel 1911[9]
- Vierne: Troisième Symphonie (con organo Marcel Dupré), nel 1912
- Ravel: Trio per pianoforte e archi, nel 1915
- Debussy: Sonata per violino e pianoforte, con Gaston Poulet, 5 maggio 1917[7]
- Ravel: Le Tombeau de Couperin, con Marguerite Long, 11 aprile 1919
- Albert Roussel: Le Marchand de Sable qui passe, musica di scena, nel 1919
- Augustin Barié: Symphonie pour orgue, con André Marchal, nel 1922
- Enescu: String Quartet No.1, prima francese 18 ottobre 1921[10]
- Schönberg: Pierrot lunaire, prima francese di Darius Milhaud con Marya Freund, (testo trascritto da Jacques Benoist-Méchin), 12 gennaio 1922, Arthur Honegger: Roi David, prima francese 15 marzo 1924
- Vierne: Pièces de Fantaisie con Marcel Dupré nel 1926
- Guy Ropartz: Troisième Sonate pour violon et piano, prima francese con George Enescu violino e Marcel Ciampi pianoforte, 21 aprile 1928
- Enescu: Troisième Sonate pour violon et piano dans le caractère populaire roumain, prima francese con pianoforte Nicolae Caravia[11], 28 marzo 1927
- Stravinskij: Concerto per due pianoforti soli, con il compositore e suo figlio Sviatoslav Soulima, 21 novembre 1935
- Poulenc: Telle Jour, telle Nuit cycle de mélodies sur des poèmes de Paul Éluard, con Pierre Bernac, 3 febbraio 1937
- Enescu: Troisième Sonate pour piano, con Marcel Ciampi, 6 dicembre 1938
- Messiaen: Vingt Regards sur l'enfant-Jésus, con Yvonne Loriod pianoforte, 26 marzo 1944
- Duruflé: Requiem, Orchestre national de France diretta da Roger Désormière con Camille Maurane e Hélène Bouvier, nel 1947
- Poulenc: Sonate pour violoncelle et piano, nel 1949
- Schaeffer: Étude aux Objets, 30 giugno 1959
- Jacques Castérède: Sonate pour piano, con Françoise Thinat, nel 1967
- Petitgirard: Quintette avec piano, nel 1977
- Rodion Shchedrin: Bribes Russes per violoncello (commissionato dal concorso internazionale Mstislav Rostropovitch, nel 1990
- Bruno Mantovani: Appel d'Air per flauto e pianoforte (commissionato dal concorso internazionale Jean-Pierre Rampal, nel 2001
- Philippe Hersant: Concerto pour harpe et orchestre (Le Tombeau de Virgile) con Isabelle Moretti, nel 2006
- Thierry Pécou: Concerto pour piano et orchestre (L'Oiseau Innumérable), con Alexandre Tharaud, nel 2006
- Oliver Twist, le musical, dal romanzo di Charles Dickens, nel 2016